# Harry Darby

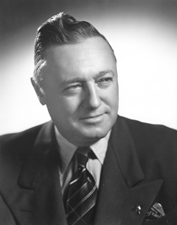
Harry Darby

Harry Darby, född 23 januari 1895 i Kansas City, Kansas, död 17 januari 1987 i Kansas City, Kansas, var en amerikansk republikansk politiker och industrialist. Han representerade delstaten Kansas i USA:s senat 1949–1950.
Darby studerade vid University of Illinois. Han deltog i första världskriget i USA:s armé och befordrades till kapten. Han var verksam inom jordbrukssektorn och industrin i Kansas. Han grundade Darby Corporation som blev en av USA:s största tillverkare av stålplåtar. Företaget var en betydande tillverkare av krigsmateriel under andra världskriget.
Senator Clyde M. Reed avled 1949 i ämbetet och Darby blev utnämnd till senaten fram till fyllnadsvalet följande år. Darby ställde inte upp i fyllnadsvalet och efterträddes 1950 som senator av Frank Carlson. Darby var med om att övertyga Dwight D. Eisenhower att ställa upp i presidentvalet i USA 1952.
Darby var anglikan och frimurare. Han gravsattes på Highland Park Cemetery i Kansas City, Kansas.